# Castelo Pitlurg

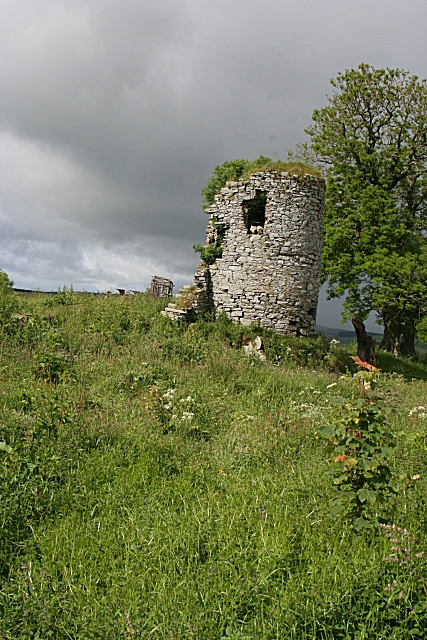
Castelo Pitlurg, Escócia

O Castelo Pitlurg (em inglês:  Pitlurg Castle) é um castelo do século XVI atualmente em ruínas localizado em Keith, Moray, Escócia.

## História
A estrutura foi parcialmente habitada em cerca de 1749, estando em ruínas desde 1879, sendo a data mais provável do final do século XVI.
A torre está sem teto, tendo sido utilizada como pombal, mas está intata o suficiente para determinar através da arquitetura que é do século XVI.